# 峡窝镇
峡窝镇，是中华人民共和国河南省郑州市上街区下辖的一个乡镇级行政单位。

## 行政区划
峡窝镇下辖以下地区：
东林子村、振兴社区、晨光社区、北峡窝村、西林子村、营坡顶村、老寨河村、杨家沟村、冯沟村、方顶村、柏庙村、魏岗村、南峡窝村、西街村、观沟村、大坡顶村、西涧沟村、寨沟村、郊段村、左照村、马固村、石咀村、沙固村、上街村、武庄村和装备制造业基地管委会社区。